# العلاقات السيراليونية الفرنسية
العلاقات السيراليونية الفرنسية هي العلاقات الثنائية التي تجمع بين سيراليون وفرنسا.

## مقارنة بين البلدين
هذه مقارنة عامة ومرجعية للدولتين:
| وجه المقارنة                                              | سيراليون       | فرنسا                                                    |
| --------------------------------------------------------- | -------------- | -------------------------------------------------------- |
| المساحة (كم2)                                             | 71.74 ألف      | 643.80 ألف                                               |
| عدد السكان (نسمة)                                         | 7.56 مليون     | 67.12 مليون                                              |
| الكثافة السكانية (ن./كم²)                                 | 105.38         | 104.26                                                   |
| العاصمة                                                   | فريتاون        | باريس                                                    |
| اللغة الرسمية                                             | لغة إنجليزية   | لغة فرنسية                                               |
| العملة                                                    | ليون سيراليوني | يورو، فرنك س ف ب، فرنك فرنسي، Livre tournois ‏            |
| الناتج المحلي الإجمالي (بليون دولار)                      | 3.77 مليار     | 2.58 تريليون                                             |
| الناتج المحلي الإجمالي (تعادل القوة الشرائية) بليون دولار | 10.13 مليار    | 2.87 تريليون                                             |
| الناتج المحلي الإجمالي الاسمي للفرد دولار أمريكي          | 653            | 36.20 ألف                                                |
| الناتج المحلي الإجمالي للفرد دولار أمريكي                 | 1.97 ألف       | 39.33 ألف                                                |
| مؤشر التنمية البشرية                                      | 0.413          | 0.888                                                    |
| رمز المكالمات الدولي                                      | +232           | +33                                                      |
| رمز الإنترنت                                              | .sl            | .fr، .bzh ‏، .tf، .re، .wf، .yt، .pm، .paris              |
| المنطقة الزمنية                                           | 00             | أوروبا/باريس ‏، توقيت وسط أوروبا، توقيت وسط أوروبا الصيفي |

## منظمات دولية مشتركة
يشترك البلدان في عضوية مجموعة من المنظمات الدولية، منها:
| علم المنظمة | اسم المنظمة                               | تاريخ انضمام سيراليون | تاريخ انضمام فرنسا |
| ----------- | ----------------------------------------- | --------------------- | ------------------ |
|             | مؤسسة التنمية الدولية                     | 13 نوفمبر 1962        | 30 ديسمبر 1960     |
|             | البنك الإفريقي للتنمية                    | ?                     | ?                  |
|             | يونسكو                                    | 28 مارس 1962          | 4 نوفمبر 1946      |
|             | مؤسسة التمويل الدولية                     | 10 سبتمبر 1962        | 20 يوليو 1956      |
|             | منظمة حظر الأسلحة الكيميائية              | ?                     | ?                  |
|             | الأمم المتحدة                             | 27 سبتمبر 1961        | 24 أكتوبر 1945     |
|             | الاتحاد الدولي للاتصالات                  | 30 ديسمبر 1961        | 1866               |
|             | منظمة الشرطة الجنائية الدولية             | ?                     | ?                  |
|             | البنك الدولي للإنشاء والتعمير             | 10 سبتمبر 1962        | 27 ديسمبر 1945     |
|             | الاتحاد البريدي العالمي                   | ?                     | ?                  |
|             | المركز الدولي لتسوية المنازعات الاستشارية | 14 أكتوبر 1966        | 20 سبتمبر 1967     |
|             | وكالة ضمان الاستثمار متعدد الأطراف        | 20 يونيو 1996         | 28 ديسمبر 1989     |
|             | منظمة التجارة العالمية                    | ?                     | 1995               |

## وصلات خارجية
- موقع وزارة الخارجية الفرنسية